# ایزابل (داکوتای جنوبی)
ایزابل(به انگلیسی: Isabel) شهری در ایالت داکوتای جنوبی کشور ایالات متحده آمریکا است که جمعیت آن در سرشماری سال ۲۰۱۰ میلادی، ۱۳۵ نفر بوده‌است.